# Jan Poulsen
Jan Børge Poulsen (Store Heddinge, 23 marzo 1946) è un allenatore di calcio ed ex calciatore danese, di ruolo centrocampista, allenatore dell'Haslev.

## Carriera
Ha giocato per buona parte della sua carriera nel Frem, squadra di cui diventa poi allenatore negli anni ottanta.
Nel 1990 viene nominato vice di Richard Møller Nielsen per la Nazionale danese, e fece parte della spedizione che vinse l'Europeo 1992. Dopo quella vittoria fu promosso ad allenatore della Nazionale Under-21. Tenne il posto fino al 1999, per essere poi nominato CT della Nazionale di Singapore: quando Vincent Subramaniam fu licenziato nel 2001, Poulsen entrò a rimpiazzarlo. I risultati comunque non migliorarono e anche Poulsen fu allontanato nel 2002; tornò quindi in Danimarca per allenare squadre minori.
Nel 2006 passò alla Nazionale Under-20 della Giordania. Da gennaio 2008 al 2009 è stato il commissario tecnico dell'Armenia.

## Palmarès

### Allenatore

#### Competizioni nazionali
- 1. Division: 1

Frem: 1982